# 2 Pułk Ułanów (Cesarstwo Niemieckie)
2 pułk ułanów  im. von Katzlera (Śląski) (niem. Ulanen-Regiment Nr. 2)  – pułk kawalerii niemieckiej okresu Cesarstwa Niemieckiego.

## Charakterystyka
Pułk został sformowany 1 sierpnia 1745. Stacjonował w Gliwicach i Pszczynie . Wchodził w skład VI Korpusu Armijnego .

 Wiosną 1914 był w strukturze 44 Brygady Kawalerii z 12 Dywizji Piechoty.
W wyniku mobilizacji, w sierpniu 1914 pułk osiągnął gotowość bojową i w składzie 12 Dywizji Piechoty z VI Korpusu Armijnego został wysłany na front zachodni.